# Station Kohtla
Station Kohtla was een station in de Estische plaats Kohtla. Het station werd geopend in 1876 en lag aan de spoorlijn Tallinn - Narva.
In 1950 kreeg het station een nieuw stationsgebouw, dat in 2011 is afgebroken.
In 2014 werd het station gesloten voor het reizigersverkeer. In plaats daarvan ging in Kohtla-Nõmme, 1,5 km westelijker, een nieuw station open.

## Treinen
De volgende trein stopte op Station Kohtla:
| Vervoerder | Treinsoort | Route                           | Opmerkingen                              |
| ---------- | ---------- | ------------------------------- | ---------------------------------------- |
| Elron      | Sneltrein  | Tallinn – Tapa – Kohtla – Narva | Stopt niet in Vesse, Lagedi en Nelijärve |

Tallinn Baltisch Station · 
Kitseküla · 
Ülemiste‎ · 
Vesse · 
Lagedi · 
Kulli · 
Aruküla · 
Raasiku · 
Parila · 
Kehra · 
Lahinguvälja · 
Mustjõe · 
Aegviidu · 
Nelijärve · 
Jäneda · 
Lehtse · 
Tapa · 
Kadrina · 
Rakvere · 
Kabala‎ · 
Sonda · 
Kiviõli · 
Püssi · 
Kohtla-Nõmme · 
Jõhvi · 
Oru · 
Vaivara · 
Narva